# 杏泉しのぶ
杏泉 しのぶ(あずみ しのぶ、1974年10月22日-) は、日本のナレーター、女優。愛知県生まれ、東京都育ち。Theatre劇団子所属。2009年3月までは元氣プロジェクトに所属していた。

## 出演

### 舞台
- セントラーン 〜太陽の沈まない王国〜「欺瞞の証言者たち」（2025年5月24日・25日〈予定〉、ひたちなか海浜鉄道湊線 那珂湊駅）[3]